# Миланс, Рафаэль
Рафаэ́ль Мила́нс (исп. Rafael Luis Miláns, род. 1930, дата и место смерти неизвестны) — уругвайский футбольный тренер и военный, подполковник.

## Биография
Рафаэль Миланс был офицером, в первой половине 1960-х был в чине майора. Одновременно занимался тренерской деятельностью. В 1964 году был назначен главным тренером сборной Уругвая вместо Хуана Карлоса Корассо. Помощником Миланса в тренерском штабе был профессор-физиотерапевт капитан Луис Коль. С 23 мая по 13 июля 1965 года Уругвай под руководством Миланса выиграл все четыре матча в своей группе отборочного турнира к чемпионату мира 1966 года. «Селесте» была сильнее как в гостевых, так и домашних матчах с Перу и Венесуэлой и легко завоевала путёвку в Англию.
Несмотря на блестящий результат и выполненную задачу, спустя месяц после окончания квалификации Уругвайская футбольная ассоциация назначила на должность главного тренера сборной Хуансито Лопеса, а на Мундиале командой руководил Ондино Вьера.
Между тем, Рафаэль Миланс в 1966 году возглавил «Данубио».
В 1968 году подполковник Рафаэль Миланс возглавил «Пеньяроль». Руководство сделало ставку на возвращение Кубка Либертадорес. Новый тренер сумел сплотить команду и без проблем вывести «карбонерос» в следующую стадию международного турнира. Вместо четвертьфинала команды были разбиты на дополнительные группы «Пеньяролю» досталась группа из четырёх команд (в двух других было по три команды), и в ней уругвайский гранд также был сильнее представителей Перу, Эквадора и Венесуэлы. В полуфинале «Пеньяроль» уступил в обоих матчах «Палмейрасу» — 0:1 в гостях и 1:2 дома, причём матч в Монтевидео был омрачён нападениями местных жителей на бразильцев.
В дальнейшем «ауринегрос» сконцентрировались на чемпионате Уругвая, который в итоге «Пеньяроль» выиграл. Вратарь Ладислао Мазуркевич в ходе этого чемпионата установил «вечный рекорд» — 987 минут без пропущенных голов.
Несмотря на очередной титул, экономическое положение клуба было шатким, и поэтому вновь была сделана ставка на международные успехи. «Пеньяроль» вновь дошёл до полуфинала Кубка Либертадорес, но на этот раз столкнулся с сопротивлением злейших врагов из «Насьоналя», который к тому моменту ещё ни разу не выигрывал этот трофей («Пеньяроль» — трижды). После обмена победами был назначен плей-офф, который завершился нулевой ничьей. Поскольку «Насьональ» свою победу одержал со счётом 2:0, а «Пеньяроль» — 1:0, в финал вышли «трёхцветные», которые в итоге уступили «Эстудиантесу».
В мае, после завершения матчей Суперкубка межконтинентальных чемпионов, полковник Рафаэль Миланс подал в отставку. Несмотря на довольно высокие результаты, ему не удалось завоевать международные трофеи. По официальной версии, из «Пеньяроля» Миланс ушёл по «личным причинам», но аналитики отмечали конфликты тренера с руководством и футболистами, которым не очень нравились строгие военные порядки в команде. Кроме того, Миланс поссорился со своим давним компаньоном Луисом Колем — тренер был недоволен плохой формой игроков, и ставил это в вину Колю, особенно с учётом возраста многих лидеров «ауринегрос». После ухода Миланса «Пеньяроль» возглавил бразилец Освалдо Брандан.

## Титулы
- Чемпион Уругвая (1): 1968